# Loxokalypus socialis
Loxokalypus socialis är en bägardjursart som beskrevs av Emschermann 1972. Loxokalypus socialis ingår i släktet Loxokalypus och familjen Loxokalypodidae. Inga underarter finns listade i Catalogue of Life.